# 愛知教育大学附属幼稚園
愛知教育大学附属幼稚園（あいちきょういくだいがくふぞくようちえん, The Kindergarten Attached to Aichi University of Education）は、愛知県名古屋市東区にある愛知教育大学教育学部が管轄する幼稚園。
愛知教育大学附属名古屋小学校・愛知教育大学附属名古屋中学校に隣接している。

## 概要
歴史
1925年（大正14年）に愛知県女子師範学校の附属幼稚園として開園した。2010年（平成22年）に創立85周年を迎えた。
教育目標
- 心もからだもたくましい子どもを育てる。
- 感性豊かで、思いやりのある子どもを育てる。
- 自分で考え行動し、やりぬく子どもを育てる。

保育形態
- 2年保育（4歳 - 5歳）
- 3年保育（3歳 - 5歳）

## 沿革
- 1925年（大正14年）4月 - 愛知県名古屋市西区押切町に「愛知県女子師範学校附属幼稚園」が開園。
- 1943年（昭和18年）4月 - 愛知県第一師範学校と愛知県女子師範学校の2校が統合の上、官立（国立）に移管され、「愛知第一師範学校女子部附属幼稚園」と改称。
- 1944年（昭和19年）- 戦時保育所となる。
- 1945年（昭和20年）
  - 3月31日 - 閉園。
  - 5月 - 名古屋大空襲で全園舎を焼失。
- 1946年（昭和21年）4月1日 - 愛知県名古屋市東区東芳野町の愛知第一師範学校男子部内に「愛知第一師範学校女子部附属幼稚園」が復活。
- 1949年（昭和24年）5月31日 - 新制大学・愛知学芸大学の発足に伴い、「愛知学芸大学附属幼稚園」と改称。
- 1953年（昭和28年）6月 - 現在地に新園舎が完成。
- 1966年（昭和41年）4月1日 - 大学の改称に伴い、「愛知教育大学教育学部附属幼稚園」と改称。
- 1972年（昭和47年）4月1日 - 3年保育を開始。
- 1975年（昭和50年）12月 - 木造校舎を解体。
- 1976年（昭和51年）3月 - 園舎を改築。
- 1984年（昭和59年）3月 - 園旗を制定。
- 1985年（昭和60年）3月 - 園歌を制定。
- 2004年（平成16年）4月1日 - 国立大学法人化。「愛知教育大学附属幼稚園」（現園名）に改称。